# ロイ・リキテンスタイン
ロイ・リキテンスタイン（Roy Lichtenstein, 1923年10月27日 - 1997年9月29日）は、アメリカ合衆国の画家。
アンディ・ウォーホルらとともにポップアートの代表的な画家。新聞連載の通俗な漫画の1コマを、印刷インクのドット（網点・ベンデイドット）まで含めてキャンヴァスに拡大して描いた作品群で有名。漫画の持つ単純だが強烈な線、単純化された色彩などの表現力を油彩で表現している。

## 略歴
リキテンスタインは1923年、ニューヨークに生まれた。1940年、オハイオ州立大学美術学部に入学。途中、兵役期間を含んで第二次世界大戦後の1949年、同大学で修士号を取得している。卒業後も大学にとどまり、1949年から1951年まで講師を務めた。初の個展は1951年、ニューヨークのカール・バック画廊で開催している。1950年代には製図工、大学講師などをしながら生計を立て、当時は最新の抽象表現主義風の作品を制作していた。
リキテンスタインの代名詞となっている、漫画のコマを拡大したような作品は1960年代初頭に登場する。彼は自分の子供にミッキーマウスの漫画を描いてやった時に、従来のいわゆる芸術としての絵画よりも漫画の方が強烈なインパクトと表現力を持っていることに気が付いたという。彼の作品では事物は全て太い輪郭線で囲まれた平面として表され、色は原則として三原色のベタ塗り、陰影はドットの大小や密度で表現されている。こうした通俗的、類型的な表現のなかに美を見出したところに彼の独創性があると言えるであろう。また赤・黄・青の三原色と白・黒に限定した色使いはモダニズムの抽象画家であるピエト・モンドリアンにも共通しており、漫画の平面性を強調した画面は同様に平面性を強調した抽象表現主義から連続しているところもあった。
後に漫画のみならず、古今の名画を同様の平面的な手法で描くシリーズや、絵具をぶ厚く塗った筆跡（ブラッシュストローク）のような平面性とは対極にあるものを漫画のように平面的に描くシリーズなども展開している。色使いも、後に三原色以外の色も使うようになり、また絵画の中に鏡面を取り入れたり、立体作品の制作なども手掛けるようになった。
1995年に京都賞思想・芸術部門（美術分野）を受賞した。

## 代表作
- ヘアリボンの少女（東京都現代美術館）
- Look Mickey（ナショナル・ギャラリー (ワシントン))